# Wohnhaus Stavenstraße 7
Das Wohnhaus Stavenstraße 7 befindet sich in Bremen, Stadtteil Mitte im  Schnoorviertel. Es entstand 1863.
Das Gebäude steht seit 1973/1995 als Einzeldenkmal im Ensemble Schnoor unter Bremer Denkmalschutz.

## Geschichte
Die ursprüngliche Bevölkerung des Schnoors bestand überwiegend aus Flussfischern und Schiffern. In der Epoche des Klassizismus und des Historismus entstanden von um 1800 bis 1890 die meisten oft kleinen Gebäude. Im weiteren Verlauf wurde es zum Arme-Leute-Viertel, das in weiten Bereichen verfiel, vor allem nach dem Zweiten Weltkrieg.
1959 wurde von der Stadt ein Ortsstatut zum Schutz der erhaltenswerten Bausubstanz beschlossen. Die Häuser wurden dokumentiert und viele seit den 1970er Jahren unter Denkmalschutz gestellt. Ab den 1960er Jahren fanden mit Unterstützung der Stadt Sanierungen, Lückenschließungen und Umbauten im Schnoor statt.
Die Stavenstraße wurde bereits 1453 als „sunde Mertens stove“ und „de rugge stoven“ erwähnt. Stave bedeutete Stube und sie waren beheizbare Räume, in denen die Fischer und Seeleute baden konnten.
Das dreigeschossige, dreiachsige, verputzte Eckhaus mit Satteldach, einem ausgeprägten Traufgesims und dem seitlichen Giebel wurden 1863 in der Epoche des Historismus gebaut. 1871 fand ein Umbau statt.

Hier wirkten ab 1971 die mehrfach ausgezeichneten Brüder Max und Heinrich Thein als Instrumentenbaumeister für Blechblas- und Schlagzeuginstrumente. Sie entwickelten eine komplette Blechblaskollektion mit Piccolotrompete, Tuba, Posaune bis zum Waldhorn. Die 1974 gegründete Firma beschäftigte bis zu zehn Mitarbeiter und zog deshalb 1993 zum St. Remberti, Pastorenhaus um.

Heute (2018) wird das sanierte Gebäude für Wohnungen und Büros genutzt.